# Archibald Forbes
Archibald Forbes, född 17 april 1838, död 30 mars 1900, var en brittisk journalist.
Forbes blev efter en kort tjänstgöring som menig vid regementet Royal Dragoons en av sin tids mest berömda krigskorrespondenter. Han skrev för Morning Advertiser och Daily News under hela fransk-tyska kriget 1870-1871 och var också med om serbiska fälttåget 1876, Rysk-turkiska kriget (1877–1878) 1877, afghankriget 1878 och zulukriget 1879.